# آيت نعمان
آيت نعمان هي قرية مغربية وسط البلاد.تقع آيت نعمان جنوبي مكناس. تنتمي آيت نعمان لإقليم الحاجب، وتضم 6.375 نسمة (حسب الإحصاء الرسمي 2004).